# Кетлич (герб)
Кетлич (Kiczka, Kyczka, Kitschka) - шляхетський герб лужицько-сілезького походження.

## Опис герба
Кетлич I:  У золотому полі три золотих шнура у вісімку: два і один, що в центрі сходяться. Клейнод: три страусині пір'їни. 
Кетлич II: У червоному полі три золотих шнура у вісімку: два і один, що в центрі сходяться. Клейнод: три страусині пір'їни.

## Легенда герба
За сімейною легендою Кетлич ( Kittlicz ) походить від слов'янських князів. Один з князів мав чотирьох синів, коли старші з них стали правителями вигнали інших братів з країни. Тоді їхня мати дала їм золотий ланцюжок для шиї, який вони розділили на три частини. Таким чином, мав бути створений другий варіант герба Кетлич, перший варіант герба в Польщі складався з трьох золотих петель на золотому щиті. 

## Гербовий рід
Brem, Cygan, Kietlicz, Owelt, Owilski, Pilli, Pluzeński, Preteszewski, Preteszowski, Przedwolszowski, Rajmir, Rajski, Rayski, Skedziński, Skidziński, Skiedeński, Skierkowski, Stresz, Studeński, Zagan, Zigan. 